# Matekitonga Moeakiola

a Compétitions nationales et continentales officielles uniquement.

b Matchs officiels uniquement.
Dernière mise à jour le 19 juillet 2017.
Matekitonga Moeakiola, né le 16 mai 1978 à Tongatapu (Tonga), est un joueur de rugby à XV, qui a joué avec l'équipe des États-Unis de 2007 à 2015, évoluant au poste de pilier.

## Biographie

### Carrière aux USA
Matekitonga Moeakiola fait ses études à l'University d'Utah où il joue au Rugby, sport très populaire dans son pays d'origine, les Tonga. Il fait sa carrière au Park City Haggis. Naturalisé américain, il est sélectionné avec l'équipe nationale des États-Unis à partir de 2007.  À 29 ans, il dispute ses premiers matchs en Coupe du monde lors de l'édition 2007 qui se déroule en France. Pour sa première cape internationale le 8 septembre 2007 à l’occasion d'un match contre l'Équipe d'Angleterre, remplaçant, il rentre en cours de jeu et inscrit un essai. 

### Arrivée en Europe
Repéré pendant la coupe du monde en France, Moeakiola va débarquer en France en 2009 à Albi qui évolue alors en Pro D2. Il ne fera que sept apparitions avant de signer en Fédérale 1 à Bobigny. Finalement, deux ans plus tard, en 2012, il s'engage avec le club de Nevers dans l'ambition est d'accéder à la ProD2. Entre-temps, il participe à la coupe du monde 2011 en Nouvelle-Zélande.  
En 2014, il s'engage avec le club de Castanet-Tolosan. Il participe à la tournée de novembre avec l'équipe nationale des États-Unis, affrontant les All Blacks, Tonga et les Fidji.